# Jun Aonami
Jun Aonami (蒼波 純 Aonami Jun?,  Miyagi, 27 de junio de 2001) es una actriz y modelo japonesa.

## Filmografía

### Películas
- Wonderful World End (2014) como Ayumi Kinoshita[1]
- Samulife (2015) como Nozomi
- Sekai no owari no Izukoneko (2015) como Suko
- Shino Can't Say Her Own Name (2018) como Tamako Ōkawa
- Sunny / 32 (2018) como Junko Mukai[2][3]

### Televisión
- Unmei ni, Nita Koi (NHK, 2016) como Kasumi

### Teatro
- Otogivanashi (Fanfare Circus; 11 a 14 de febrero de 2016)

### Videos musicales
- Middonaito Seijun Isei Kōyū - Seiko Oomori (2013)
- Kimi to Eiga - Seiko Oomori (2013)
- Imitation Girl - Seiko Oomori (2014)
- I live for love - Nanami (2015)
- Angel Baby - Ging Nang Boyz (2017)
- Arrow - H△G (2018)

### Revistas
- ichiichi (2014)
- Weekly Playboy (2015)